# Operace Kita-gó
Operace Kita-gó (japonsky 北号作戦 Kita-gó sakusen ~ Operace Sever) byla námořní operace japonského císařského námořnictva v únoru 1945 koncem druhé světové války v Pacifiku. Jejím cílem bylo dopravit do Japonska náklad strategických surovin z držav, které Japonské císařství dobylo počátkem války a které stále ještě drželo v jihovýchodní Asii.
Dne 10. února 1945 vyplul ze Singapuru svaz složený z hybridních bitevních lodí Hjúga a Ise, lehkého křižníku Ójodo a torpédoborců Kasumi, Asašimo a Hacušimo. Svaz vezl náklad ropných produktů, kaučuku, cínu, zinku a rtuti pro japonský průmysl na domácích ostrovech, neboť těchto strategických surovin byl kvůli blokádě v Japonsku nedostatek. Svaz se cestou pokusily několikrát napadnout ponorky Spojenců – zejména během plavby Jihočínským mořem. Spojenci rovněž zvažovali možnost leteckého útoku, který ale pro špatné počasí nebyl realizován. Japonský svaz doplul v pořádku do Japonska a 20. února zakotvil v Kure.
Pro Hjúga, Ise a Ójodo to byla poslední operace jejich kariéry.
Míry jsou uváděny v jednotkách uváděných v pramenech s případným přepočtem do metrické soustavy v závorce. Tam, kde není jasné, zda se jedná o míle statutární či námořní je přepočet uveden ve formátu „statutární/námořní“
U japonských jmen je rodné jméno uváděno na prvním místě a rodové jméno na druhém

## Jméno operace
Japonské císařské námořnictvo se rozhodlo přiřadit operaci krycí název Kita (北 ~ sever). Došlo tak k recyklaci jména operace, neboť stejně se měla jmenovat neuskutečněná operace z května 1943 proti americké invazi v Aleutách, která byla zrušena 29. května.

## Pozadí
Japonské císařské námořnictvo před druhou světovou válkou podcenilo protiponorkový boj a během války se ukázalo, že na nápravu je již pozdě. A tak námořní blokáda spojeneckých – zejména amerických – ponorek citelně zasáhla japonské obchodní loďstvo a jihozápadní teritoria bohatá na nerostné suroviny byla prakticky odříznuta od Japonska.
Dne 26. prosince 1944 vyplul ze Singapuru do Japonska konvoj HI-84, který 30. prosince následoval konvoj HI-86. Dne 1. ledna připluly do Singapuru z Cam Ranh hybridní bitevní-letadlové lodě Hjúga a Ise spolu s lehce poškozenými křižníky Ašigara a Ójodo. Hjúga a Ise následně pokračovaly na kotviště císařského námořnictva v souostroví Lingga u Singapuru. V Lingga lodě zůstaly v pohotovosti k vyplutí, neboť se předpokládalo, že se během ledna vydají jako další transport na sever za konvoji HI-84 a HI-86.
V Lingga ale zůstaly lodě v pohotovosti po celý leden, neboť plánovaný transport bylo třeba odložit. Americké letadlové lodě TF 38 (Task Force ~ operační svaz) totiž 12. ledna zahájily operaci Gratitude: sérii útoků proti cílům od Saigonu a Cam Ranhu, přes Kanton a Hongkong až po Pescadory a Formosu. Jejich obětí se stal i konvoj HI-86, jehož zkázu přežily pouze tři doprovodné kaibókany.
Dne 29. ledna se ze Singapuru na Lingga přesunul i opravený Ójodo.
Plnění transportních povinností nebylo pro Hjúga a Ise žádnou novinkou, neboť již v listopadu 1944 v rámci 4. kókú sentai (航空戦隊 ~ divize letadlových lodí) přepravovaly vojáky a munici z Japonska na Filipíny.

## Zúčastněné jednotky

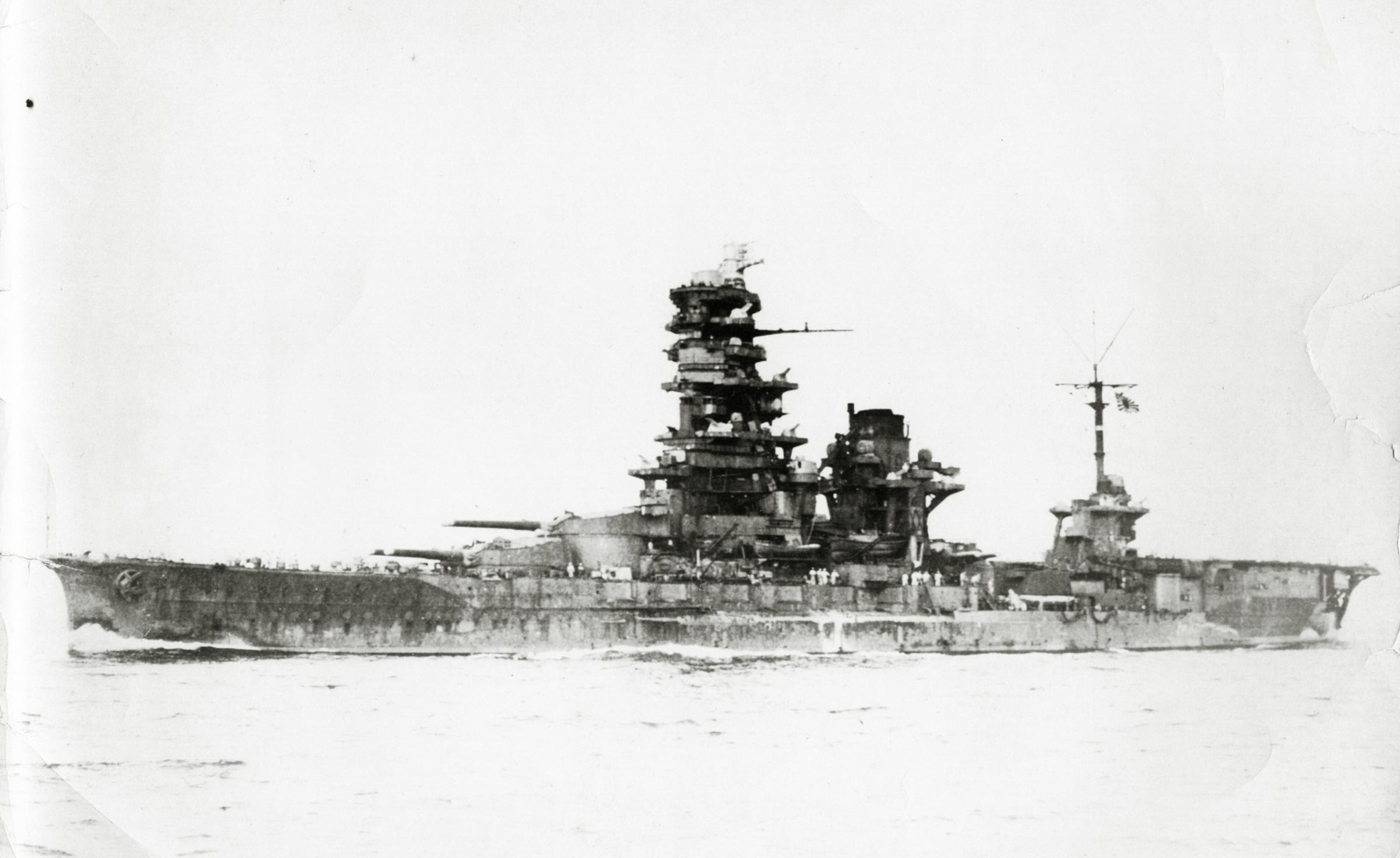
Hjúga po přestavbě na hybridní bitevní–letadlovou loď 19. listopadu 1943. Během operace Kita-gó byla již nenesla katapulty a byla vlajkovou lodí šóšó Čiaki Macudy

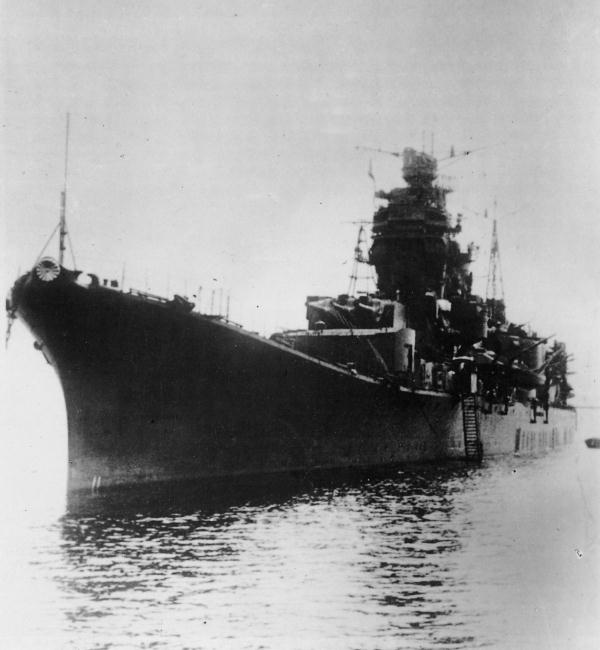
Lehký křižník Ójodo, pravděpodobně na jaře 1944

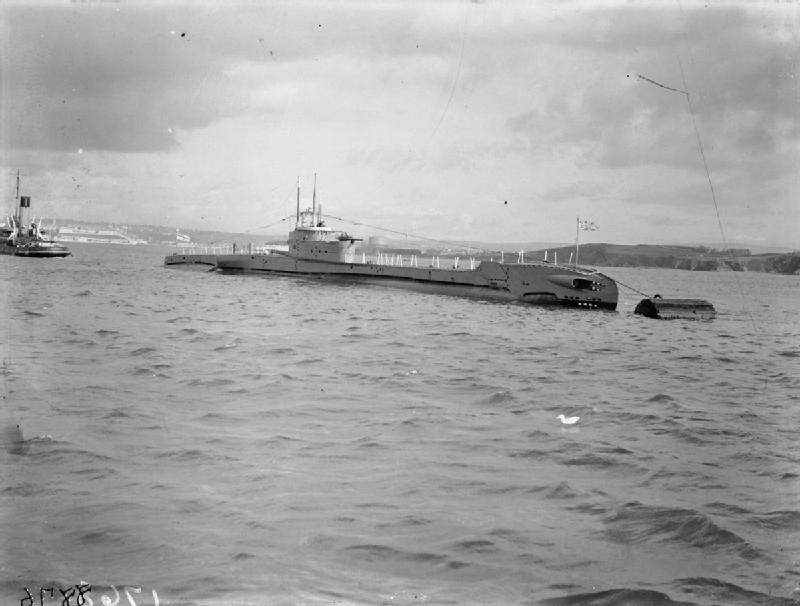
HMS Tantalus 5. srpna 1948

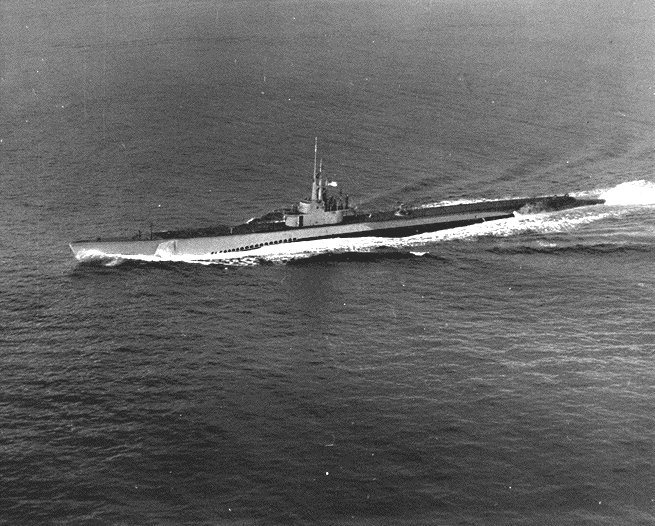
USS Blower někdy v letech 1944 až 1950

### Japonské císařské námořnictvo
Japonský svaz, který měl provést operaci Kita-gó, byl pojmenován Kanbutai (完部隊 ~ Svaz úspěšného konce). V den vyplutí došlo k reorganizaci struktury Kanbutai (Ójodo byl přeřazen k 4. kókú sentai a ta byla podřízena přímo Rengó kantai, Asašimo byl přeřazen k 21. kučikutai) a jeho struktura po reorganizaci byla následující:
Rengó kantai:
- 4. kókú sentai které velel šóšó (少将 ~ kontradmirál) Čiaki Macuda na Hjúga:
  - Hjúga, velitel šóšó Tomekiči Nomura[7]
  - Ise, velitel šóšó Noboru Nakase[8]
  - Ójodo, velitel daisa (大佐 ~ námořní kapitán) Kakuro Mutaguči[9]
- 2. kantai (艦隊 ~ loďstvo):
  - 2. suirai sentai (水雷戦隊 ~ eskadra torpédoborců):
    - 7. kučikutai (駆逐隊 ~ divize torpédoborců):
      - Kasumi, velitel šósa (少佐 ~ korvetní kapitán), nebo čúsa (中佐 ~ fregatní kapitán) Hiró Jamana[11]

    - 21. kučikutai
      - Asašimo, velitel šósa Joširó Sugihara[12]
      - Hacušimo, velitel šósa Masazo Sakawa[13]

Sesterské bitevní lodě Ise a Hjúga byly v roce 1943 přestavěny na hybridní bitevní–letadlové lodě s plošinou pro manipulaci s letouny na zádi. V rámci 4. kókú sentai z obou lodí až do podzimu 1944 operovala kókútai 634 (航空隊 ~ letecký pluk/skupina), která ale byla zcela zničena při operacích z pozemních základen během nájezdu TF 38 na Formosu. Jelikož se s dalšími leteckými operacemi z těchto lodí nepočítalo, byly jejich katapulty počátkem listopadu 1944 demontovány. V únoru 1945, během operace Kita-gó, tak pouze Ójodo disponoval katapultem, mohl nést dva hydroplány a zajistit jejich operace. Podle Lacroix & Wells Ójodo nesl své dva E13A1 minimálně do října 1944 a podle Bukała do podzimu 1944. Hacket & Kingsepp a Bukała se shodují ve startu jednoho hydroplánu z některé z lodí odpoledne 13. února, což – vzhledem k nezpůsobilosti obou bitevních hybridů – posouvá přítomnost hydroplánů na Ójodo minimálně do února 1945.

### Spojenci
Podle Hackett & Kingsepp se honu na Kanbutai zúčastnilo 23 spojeneckých ponorek, zatímco Lacroix & Wells zmiňuje „nejméně 25“ amerických ponorek.
Do kontaktu s Kanbutai se dostaly tyto ponorky:
- HMS Tantalus, velitel Lt.Cdr. (~ komandér-poručík) Hugh Stirling „Rufus“ MacKenzie, DSO & Bar[18]
- USS Bergall (SS-320), velitel LCDR (~ komandér–poručík) John Milton Hyde, NC[19]
- USS Blower (SS-325), velitel LCDR James Harry Campbell[20]
- USS Guitarro (SS-363), velitel LCDR Thomas Bullard Dabney[21]
- USS Bashaw (SS-241), velitel LCDR Hoke S. Simpson[22]
- USS Rasher (SS-269), velitel LCDR Benjamin Ernest Adams, Jr.[23]

## OperaceKita-gó

### Přípravy na cestu
Když koncem ledna 1945 ustaly útoky TF 38 a ta se stáhla z Jihočínského moře, dostala operace Kita-gó zelenou. Dne 6. února se Hjúga, Ise, Ójodo a všechny tři doprovodné torpédoborce přesunuly z Lingga do Singapuru, přičemž Ise před Singapurem najela na magnetickou minu a byla výbuchem lehce poškozena. Rovněž Hjúga měla najet na magnetickou minu severně od Singapuru, ale jako datum je uváděn až 7. únor.
V Singapuru byly na Ise provedeny provizorní opravy a na jednotlivé lodě se začaly nakládat suroviny a produkty, které měly být převezeny do Japonska. Na Hjúga a Ise byly pro uložení nákladu pravděpodobně využity volné prostory hangáru a skladišť letecké munice a paliva, obdobně jako při listopadové misi na Filipíny. Podle Hackett & Kingsepp měly být na Hjúga a Ise naloženy sudy s ropou (přes 5000 sudů na každou loď), balíky kaučuku a krabice cínových prutů. Na Ójodo mělo být naloženo 300 tun kaučuku, zinku, rtuti, cínu a benzínu. Lacroix & Wells ale uvádějí odlišné složení nákladu:
| Náklad plavidel 4. kókú sentai během operace Kita-gó podle Lacroix & Wells | Náklad plavidel 4. kókú sentai během operace Kita-gó podle Lacroix & Wells | Náklad plavidel 4. kókú sentai během operace Kita-gó podle Lacroix & Wells | Náklad plavidel 4. kókú sentai během operace Kita-gó podle Lacroix & Wells | Náklad plavidel 4. kókú sentai během operace Kita-gó podle Lacroix & Wells |
| -------------------------------------------------------------------------- | -------------------------------------------------------------------------- | -------------------------------------------------------------------------- | -------------------------------------------------------------------------- | -------------------------------------------------------------------------- |
|                                                                            | Hjúga                                                                      | Ise                                                                        | Ójodo                                                                      | Celkem                                                                     |
| Letecký benzín v sudech                                                    | 4994 sudů (cca 998,9 t)                                                    | 5200 sudů (cca 1040,1 t)                                                   | žádný                                                                      | 10 194 sudů (2039 t)                                                       |
| Letecký benzín v nádržích                                                  | 100 t                                                                      | 100 t                                                                      | 70 t                                                                       | 270 t                                                                      |
| Benzín v sudech                                                            | 326 sudů (65 t)                                                            | žádný                                                                      | žádný                                                                      | 326 sudů (65 t)                                                            |
| Kaučuk                                                                     | 1750 t                                                                     | 1750 t                                                                     | 50 t                                                                       | 3550 t                                                                     |
| Cín                                                                        | 1750 t                                                                     | 1750 t                                                                     | 120 t                                                                      | 3620 t                                                                     |
| Zinek                                                                      | 200 t dalších kovů                                                         | 200 t dalších kovů                                                         | 40 t                                                                       | 40+ t                                                                      |
| Wolfram                                                                    | 200 t dalších kovů                                                         | 200 t dalších kovů                                                         | 70 t                                                                       | 70+ t                                                                      |
| Rtuť                                                                       | 200 t dalších kovů                                                         | 200 t dalších kovů                                                         | 20 t                                                                       | 20+ t                                                                      |
| Celkem                                                                     | 4863,9 t                                                                   | 4840,1 t                                                                   | 370 t                                                                      | 10 074 t                                                                   |

Navíc si doprovodné torpédoborce mezi sebe rozdělily dalších 140 tun kaučuku a cínu.
Vedle nákladu strategických surovin se na plavidla 4. kókú sentai nalodilo i 1050 těžebních techniků (440 na Hjúga, 551 na Ise a 159 na Ójodo), kteří měli být z ropných polí na jihu přesunuti do Japonska. Zbývajících 100 techniků do celkového počtu 1150, který uvádí Hackett & Kingsepp se pravděpodobně nalodilo na doprovodné torpédoborce.

### Plavba ze Singapuru do Japonska

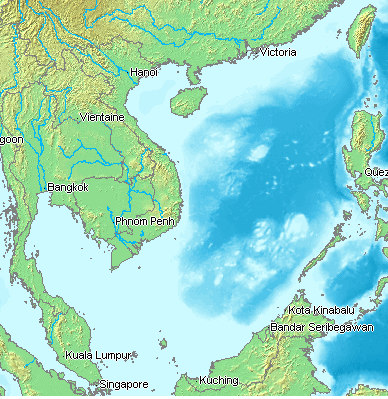
První etapou operace Kita-gó byla plavba Jihočínským mořem ze Singapuru, podél pobřeží Francouzské Indočíny a jižní Číny do Makó na Pescadorech. K většině útoků ponorek došlo během této etapy.

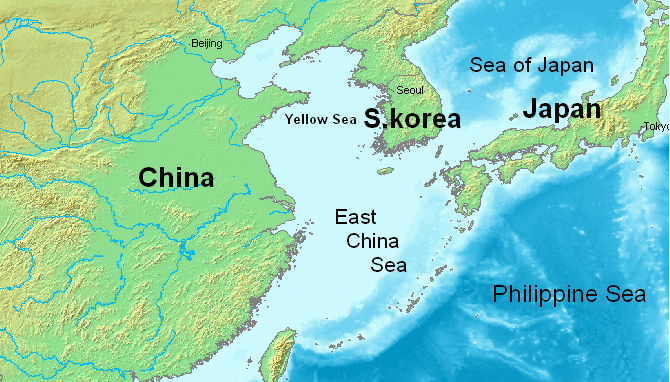
Druhou etapou byla plavba z Makó podél čínských a korejských břehů, přes Šimonosecký průliv do Kure

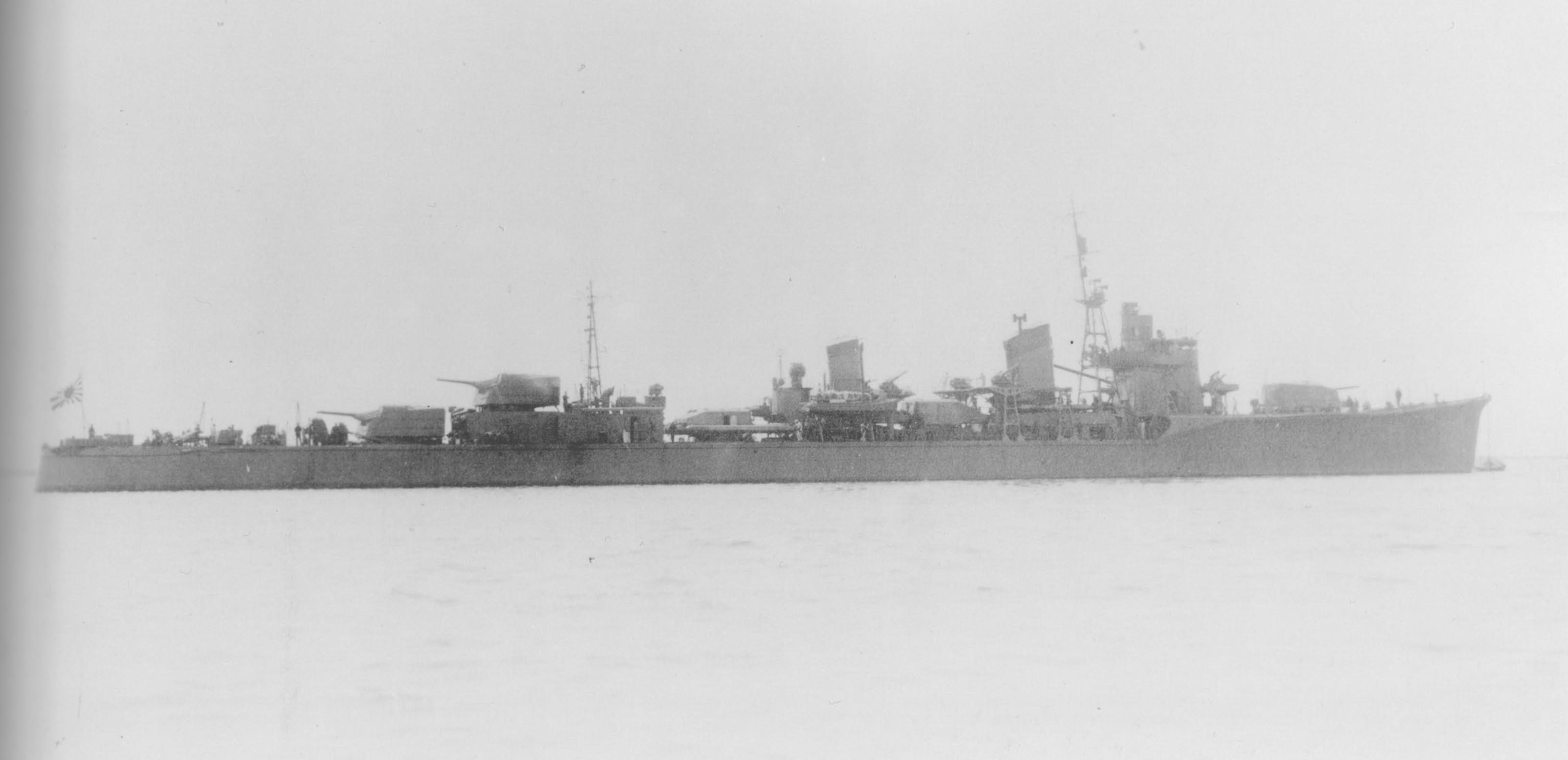
Torpédoborec Asašimo 27. listopadu 1943

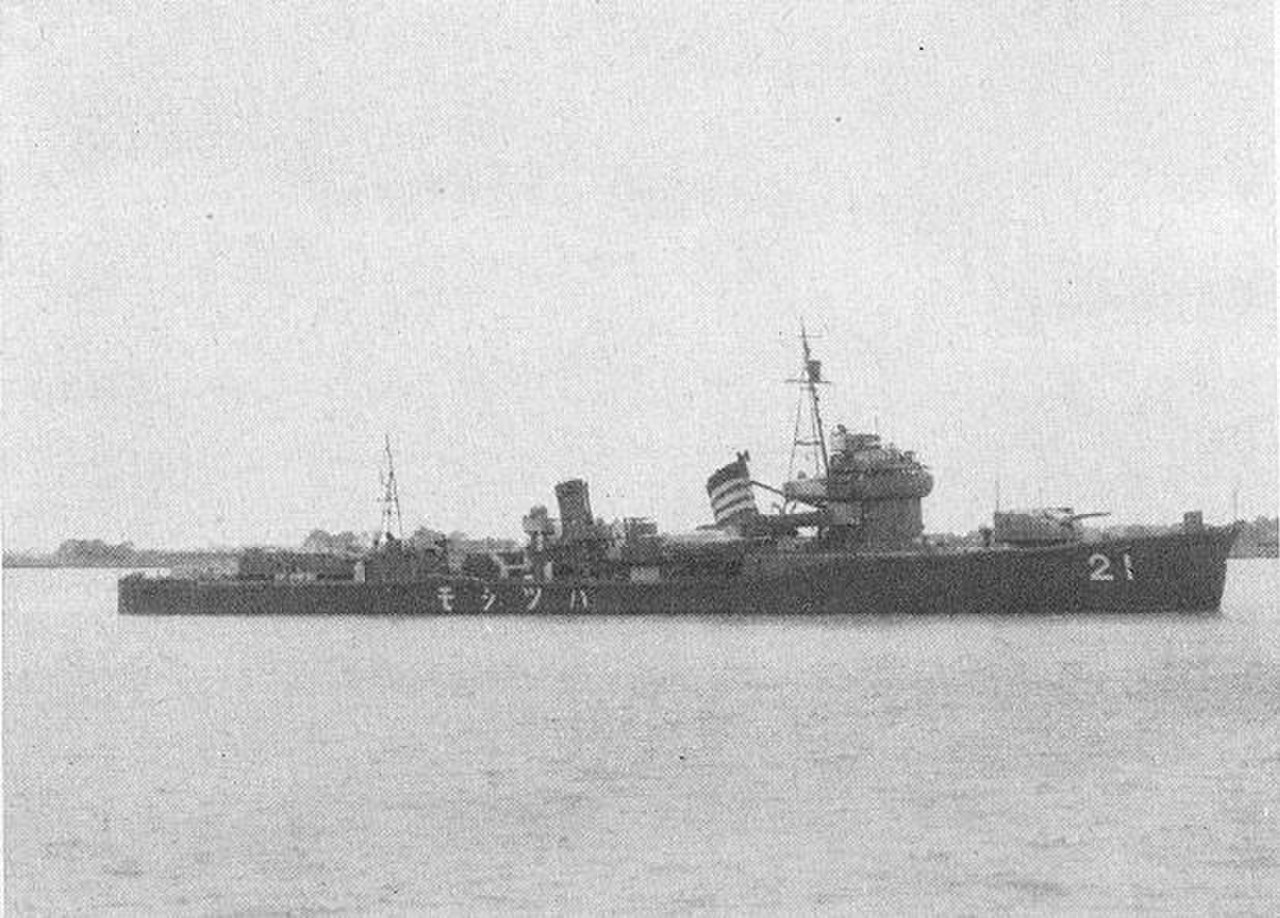
Torpédoborec Hacušimo před válkou

Večer 10. února 1945 vyplula Kanbutai ze Singapuru. Před sebou měla přes 2500 námořních mil (4630 km) cesty.
Ve 12.45 (GMT+8) následujícího dne zpozorovala na pozici 3°36′ s. š., 107° v. d. vynořená ponorka HMS Tantalus japonský svaz, který plul pravděpodobně kurzem 25 °. Japonský svaz se vzhledem k ponorce nacházel na 125 ° ve vzdálenosti 17 námořních mil (31,5 km). Ponorka se pokusila zaujmout útočnou pozici pro útok torpédy, ale ve 14.25 byl zpozorován přibližující se letoun a ponorka se na pozici 3°53′ s. š., 107°10′ v. d. ponořila. Když se v 16.54 opět vynořila, byla již Kanbutai pryč a tak Tantalus pouze odeslal hlášení o kontaktu a zamířil rychlostí 14 uzlů (25,9 km/h) na severovýchod v naději, že japonský svaz zpomalí. Druhého dne Tantalus pronásledování vzdal a zamířil na základnu.
Téhož dne, kdy Tantalus vzdal pronásledování, tedy 12. února, dostaly tři americké ponorky rozkaz utvořit „vlčí smečku“ pro koordinovaný útok. Jednalo se o USS Bergall a USS Guitarro, které se setkaly ještě téhož dne, a o USS Blower, která se k nim přidala ráno 13. února. Tyto ponorky pak hlídkovaly u východního pobřeží Francouzské Indočíny, jižně od Chaj-nanu. Kvůli častým vzdušným kontaktům se ponorky musely několikrát ponořit, ale přesto ve 12.13 dne 13. února zachytil Bergall na pozici 15°34′ s. š., 110°50′ v. d. japonský svaz. Ponořený Bergal se pokusil zaútočit a ze vzdálenosti 4800 yardů (4389,1 m) vystřelil salvu šesti torpéd Mark XIV 3A na jednu z bitevních lodí. Poté se ponořil do větší hloubky a pokusil se uniknout. O necelých deset minut později se Bergall stal cílem protiútoku doprovodných torpédoborců a i když celkem patnáct svržených hlubinných náloží (pravděpodobně typu 2 modifikace 1 se 150kg výbušniny typu 97) ponorkou otřáslo, ta vyvázla pouze s lehkým poškozením. Ponorka si nárokovala jeden zásah bitevní lodě, ale žádné z vystřelených torpéd podle japonských záznamů svůj cíl nezasáhlo. Bergall se již o další útok nepokusil a druhý den zamířil na základnu do Subic Bay.
Po Bergallu se japonský svaz pokusil napadnout Blower na pozici 15°50′ s. š., 110°50′ v. d.. Ten se přiblížil až na 1800 yardů (1 645,9 m) a vystřelil jedno torpédo na Ójodo a salvu pěti torpéd na jednu z bitevních lodí. Sice si nárokoval zásah obou cílů, ale ani tady japonské záznamy americké nároky nepotvrzují a všechny lodě pokračovaly nepoškozené dál. Blower se rovněž o další útok nepokusil a dál pokračoval ve své hlídkové plavbě. Guitarro se k útoku nedostal.
Plavbu doprovázelo špatné počasí a když v 15.30 vyplula Kanbutai z jedné z přeháněk, katapultoval Ójodo hydroplán, který následně objevil na hladině plující ponorku USS Bashaw. Jedna z bitevních lodí zahájila po ponorce palbu z 356mm kanónů hlavní baterie na vzdálenost 24 000 yardů (21 945,6 m). Žádný granát sice ponorku nezasáhl – nejbližší dopadl míli (1852 m) od ponorky – ale stačilo to k tomu, že se ponorka musela nouzově ponořit a o útok se nepokusila.
Kromě ponorek zvažovali Spojenci i možnost leteckého útoku na japonský svaz. Ve dnech 13. až 15. února operovaly asi 300 mil (482,8/555,6 km) západně od Manily torpédoborce TU 77.3.15 (Task Unit ~ operační jednotka) HMAS Arunta a HMAS Warramunga. Ty měly za úkol případnou záchranu sestřelených spojeneckých letců v případě, že by se uskutečnil letecký útok na Kanbutai. K tomu ale nakonec pro špatné počasí nedošlo.
Dne 14. února se ke Kanbutai připojily torpédoborce Nokaze a Kamikaze, které 11. února vypluly z Makó, aby posílily doprovod. Již následujícího dne se ale odpoutaly, aby se vydaly na plavbu do Singapuru. Kanbutai se zastavila v Makó, ale ještě 15. února se vydala Tchajwanským průlivem na další úsek cesty. Po vyplutí z Makó byla Kanbutai 15. února zpozorována spojeneckým leteckým průzkumem přibližně 50 mil (80,5/92,6 km) východo-severovýchodně od Amoy.
V 5.07 dne 16. února na pozici 26°55′ s. š., 122°3′ v. d. navázala s Kanbutai radarový kontakt ponorka USS Rasher, která byla součástí vlčí smečky tvořené dále ponorkami USS Pilotfish a USS Finback. Rasher zaznamenal tři kontakty na vzdálenost devíti námořních mil (16,7 km), plující rychlostí 18 uzlů (33,3 km/h) kurzem 30 °, a následně se pokusil ze vzdálenosti 1800 yardů (1645,9 m) napadnout prostřední z nich. Ani jedno ze šesti vypuštěných torpéd Mark XIV 3A ale nezasáhlo, neboť cíl změnil kurz.
Další plavba již probíhala nerušeně a 18. února Kanbutai zakotvila v Činkai, nebo v Pusanu na jihu Korejského poloostrova. Následujícího dne připlula Kanbutai do Modži (dnes část Kitakjúšú) a 20. února zakotvila v Kure. Vyložení surovin z obou bitevních hybridů trvalo následující čtyři dny.

## Po akci

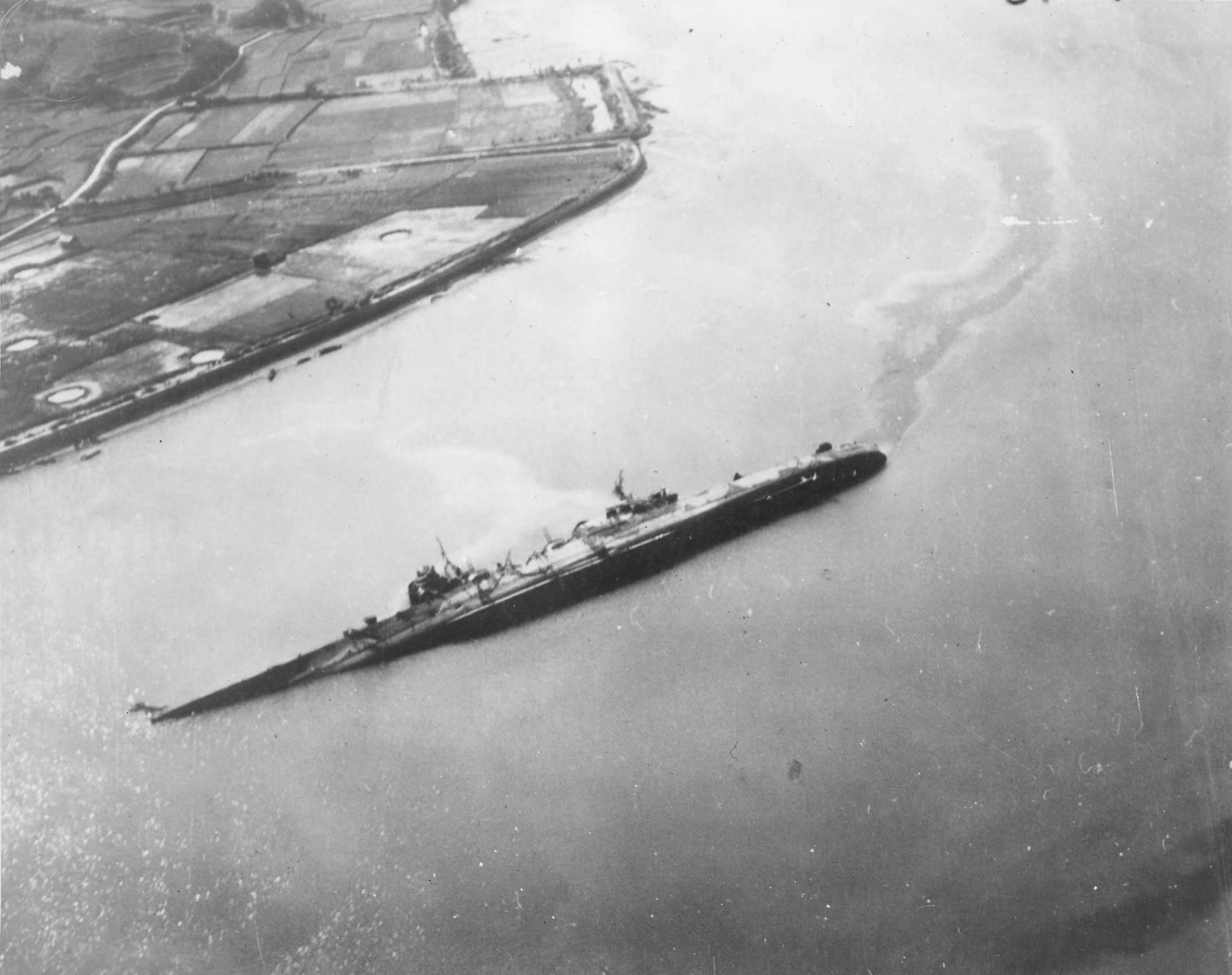
Konec křižníku Ójodo v Kure

Ačkoliv operace splnila svůj úkol, pro oba bitevní hybridy to byl konec jejich kariéry: palivo z jejich nádrží bylo odčerpáno a obě lodě byly následně zakotveny jako plovoucí protiletadlové baterie v Kure. Dne 1. března 1945 byla 4. kókú sentai rozpuštěna. Všechny tři lodě bývalé 4. kókú sentai byly 19. března poškozeny při náletu na Kure, který provedly palubní letouny z TF 58. Ačkoliv Ójodo byl ještě opraven a byl jednou z mála bojeschopných lodí císařského námořnictva na počátku dubna, pravděpodobně kvůli nedostatku paliva se nezúčastnil operace Ten-gó a byl spolu s Ise a Hjúga potopen v červenci 1945 během série útoků na Kure.
Všechny tři torpédoborce se naopak operace Ten-gó zúčastnily a Asašimo a Kasumi byly během ní 7. dubna potopeny. Hacušimo byl jedním ze čtyř torpédoborců, které přežily operaci Ten-gó. Dne 30. července najel na minu a potopil se jako poslední z lodí operace Kita-gó.